# Bombus dahlbomii
Bombus dahlbomii är en biart som beskrevs av Félix Édouard Guérin-Méneville 1835, vilken namngav den efter den svenske entomologen Anders Gustaf Dahlbom. Den ingår i släktet humlor och familjen långtungebin. Inga underarter finns listade.

## Beskrivning
Arten är en  stor, långtungad humla, övervägande orange på ovansidan, även om honorna (drottning och arbetare) har svart bakkroppsspets. Arbetarna blir mellan 10 och 20 mm långa, medan medellängden är 22 mm för hanarna och 32 mm för drottningen. Just drottningen kan emellertid bli upp till 40 mm lång och är därmed världens största humla. Gamla individer av alla kasterna kan bli mycket ljusa i färgen, med den orange färgen blekt till beige eller nästan gulvit.

## Utbredning
Arten förekommer endast i Sydamerika, närmare bestämt Chile och Argentina, där nordgränsen går vid Coquimbo i Chile och Mendoza i Argentina (för Mendozas del dock bara med ett fynd), medan den söderut når Eldslandet i båda länderna. Se dock uppgifterna om tillbakagång i avsnittet "Ekologi" nedan!                                         

## Ekologi
Humlan är den enda inhemska arten i de tempererade skogarna. Den var tidigare vanlig i Patagonien, där den var den enda humlearten. Från omkring 2006 har man emellertid kunnat konstatera att arten minskat kraftigt, en minskning som sammanfaller med de första fynden av mörk jordhumla (Bombus terrestris) i området. Den mörka jordhumlan infördes 1997 till Chile för att tjäna som pollinator, och rymlingar från växthus observerades i Patagonien 2006. Man misstänker att den har smittat Bombus dahlbomii med den parasitiska protozon Apicystis bombi. Emellertid kan man inte utesluta att det även kan vara fråga om födokonkurrens från de införda humlornas sida. Även Internationella naturvårdsunionen (IUCN) drar slutsatsen att det är importen av främmande humlor i pollineringssyfte som ligger bakom nedgången, och kritiserar skarpt bruket. Man har därför rödlistat arten som starkt hotad (EN).
Bombus dahlbomii är en betydelsefull pollinator i många ekosystem: I Patagonien är den alströmerian (i familjen alströmeriaväxter) Alstroemeria aureas främsta pollinator, och i Maulinoskogen i centrala Chile pollinerar den bland andra växter Lapageria rosea, en ranka i familjen klätterliljeväxter (Philesiaceae). Den har även påträffats på blommor ur pumpasläktet i familjen gurkväxter, på ärtväxter, korgblommiga växter, myrtenväxter, kransblommiga växter samt rosväxter. 